# Neila de San Miguel
Neila de San Miguel è un comune spagnolo di 112 abitanti situato nella comunità autonoma di Castiglia e León.